# Пекович, Милорад
Милорад Пекович (черног. Милорад Пековић / Milorad Peković; 5 августа 1977, Никшич, СФРЮ) — черногорский футболист и тренер. Выступал за сборную Черногории.

## Клубная карьера
Воспитанник молодёжных команд «Обилич» и «ОФК». За главную команду «ОФК» дебютировал в 1994 году. В общей сложности за «ОФК» Милорад отыграл 6 сезонов, сыграл 103 матча и забил 12 мячей. С 1999 по 2001 год выступал за «Партизан», в составе которого стал обладателем Кубка Югославии в 2001 году. После короткого возвращения в «ОФК» в сезоне 2001-02 Пекович уехал в Германию где выступал за клубы «Айнтрахт» из Трира и «Майнц 05». С января 2010 года игрок «Гройтера». В новом клубе дебютировал 22 января в матче против «Франкфурта».

## Международная карьера
| Матчи и голы Пековича за сборную Черногории | Матчи и голы Пековича за сборную Черногории | Матчи и голы Пековича за сборную Черногории | Матчи и голы Пековича за сборную Черногории | Матчи и голы Пековича за сборную Черногории | Матчи и голы Пековича за сборную Черногории       |
| №                                           | Дата                                        | Оппонент                                    | Счёт                                        | Голы Пековича                               | Соревнование                                      |
| ------------------------------------------- | ------------------------------------------- | ------------------------------------------- | ------------------------------------------- | ------------------------------------------- | ------------------------------------------------- |
| 1                                           | 12 сентября 2007                            | Швеция                                      | 1:2                                         | −                                           | Товарищеский матч                                 |
| 2                                           | 17 октября 2007                             | Эстония                                     | 1:0                                         | −                                           | Товарищеский матч                                 |
| 3                                           | 27 мая 2008                                 | Казахстан                                   | 3:0                                         | -                                           | Товарищеский матч                                 |
| 4                                           | 31 мая 2008                                 | Румыния                                     | 0:3                                         | −                                           | Товарищеский матч                                 |
| 5                                           | 20 августа 2008                             | Венгрия                                     | 3:3                                         | −                                           | Товарищеский матч                                 |
| 6                                           | 6 сентября 2008                             | Болгария                                    | 2:2                                         | −                                           | Отборочный матч чемпионата мира по футболу 2010   |
| 7                                           | 10 сентября 2008                            | Ирландия                                    | 0:0                                         | −                                           | Отборочный матч чемпионата мира по футболу 2010   |
| 8                                           | 28 марта 2009                               | Италия                                      | 0:2                                         | −                                           | Отборочный матч чемпионата мира по футболу 2010   |
| 9                                           | 1 апреля 2009                               | Грузия                                      | 0:0                                         | −                                           | Отборочный матч чемпионата мира по футболу 2010   |
| 10                                          | 12 августа 2009                             | Уэльс                                       | 2:1                                         | −                                           | Товарищеский матч                                 |
| 11                                          | 5 сентября 2009                             | Болгария                                    | 1:4                                         | −                                           | Отборочный матч чемпионата мира по футболу 2010   |
| 12                                          | 9 сентября 2009                             | Кипр                                        | 1:1                                         | −                                           | Отборочный матч чемпионата мира по футболу 2010   |
| 13                                          | 14 октября 2009                             | Ирландия                                    | 0:0                                         | −                                           | Отборочный матч чемпионата мира по футболу 2010   |
| 14                                          | 18 ноября 2009                              | Беларусь                                    | 1:0                                         | −                                           | Товарищеский матч                                 |
| 15                                          | 3 марта 2010                                | Македония                                   | 1:2                                         | −                                           | Товарищеский матч                                 |
| 16                                          | 25 мая 2010                                 | Албания                                     | 0:1                                         | −                                           | Товарищеский матч                                 |
| 17                                          | 29 мая 2010                                 | Норвегия                                    | 1:2                                         | −                                           | Товарищеский матч                                 |
| 18                                          | 11 августа 2010                             | Северная Ирландия                           | 2:0                                         | −                                           | Товарищеский матч                                 |
| 19                                          | 3 сентября 2010                             | Уэльс                                       | 1:0                                         | −                                           | Отборочный матч чемпионата Европы по футболу 2012 |
| 20                                          | 7 сентября 2010                             | Болгария                                    | 1:0                                         | −                                           | Отборочный матч чемпионата Европы по футболу 2012 |
| 21                                          | 12 октября 2010                             | Англия                                      | 0:0                                         | −                                           | Отборочный матч чемпионата Европы по футболу 2012 |

Итого: 21 матчей / 0 голов; 7 побед, 7 ничьих, 7 поражений.
(откорректировано по состоянию на 12 октября 2010)

## Достижения
«Партизан»
- Обладатель Кубка Югославии: 2001

«Гройтер Фюрт»
- Победитель Второй Бундеслиги: 2011/12